# Robert Mougin
Robert Mougin (ur. 6 lipca 1919 roku w Haute-Marne) – francuski kierowca wyścigowy.

## Kariera
W wyścigach samochodowych Mougin startował głównie w wyścigach zaliczanych do klasyfikacji Mistrzostw Świata Samochodów Sportowych. W latach 1955-1956, 1958, 1961 Francuz pojawiał się w stawce 24-godzinnego wyścigu Le Mans. W pierwszym sezonie startów odniósł zwycięstwo w klasie S 750, a w klasyfikacji generalnej był szesnasty. Trzy lata później był szósty w klasie S 750.